# Morti nel 2007
| Questa pagina contiene informazioni ricavate automaticamente dalle voci biografiche con l'ausilio del template Bio e di un bot. L'aggiornamento è periodico e automatico e ricostruisce completamente la pagina. Se manca una persona in questa lista, sei pregato di non aggiungerla, ma accertati piuttosto che la sua voce biografica contenga il template Bio e che i dati anagrafici siano correttamente compilati. Se il template Bio manca, inseriscilo tu stesso o, in alternativa, metti l'avviso {{tmp\|Bio}} che ne segnala la mancanza. Se i dati riportati sono sbagliati, correggi direttamente la voce biografica; le modifiche saranno visibili in questa lista entro pochi giorni. Per chiarimenti vedi il progetto biografie. La lista contiene solo le 1.799 persone che sono citate nell'enciclopedia e per le quali è stato implementato correttamente il template Bio. Pagina aggiornata al 18 ago 2025. |

## Senza giorno specificato(47)
- Oronzo Abbatecola, pittore, scenografo e scultore italiano (n. 1912)
- Alessandro e Luisa Wiel, nobile italiano (n. 1917)
- Simonetta Bardi, pittrice e scrittrice italiana (n. 1928)
- Bernardo Bernardi, antropologo, saggista e africanista italiano (n. 1916)
- Bino Bini, scultore, medaglista e orafo italiano (n. 1916)
- Arrigo Candela, serial killer italiano (n. 1956)
- André Canet, ciclista su strada francese (n. 1905)
- Elena Cazzulani, scrittrice italiana (n. 1920)
- Giuseppe Chelo, cantante italiano (n. 1938)
- Eric Davis, calciatore inglese (n. 1932)
- Amedeo Degli Esposti, calciatore italiano (n. 1916)
- Temelaki Dimitrov, cestista bulgaro
- Jiří Drvota, cestista cecoslovacco (n. 1922)
- Pier Luigi Ferrara, ingegnere italiano (n. 1937)
- Nicolò Ferrari, regista e sceneggiatore italiano (n. 1928)
- Augusto Ferreyros, cestista peruviano (n. 1924)
- Alberto Frattini, critico letterario, poeta e saggista italiano (n. 1922)
- Mercedes Garberi, storica dell'arte e direttrice artistica italiana (n. 1927)
- Francesco Gaudieri, politico italiano (n. 1917)
- Celestino Giuseppe Giampaoli, incisore, medaglista e pittore italiano (n. 1912)
- Mohamed Habib, cestista e allenatore di pallacanestro egiziano (n. 1914)
- Du'a Khalil Aswad, irachena
- Mohamed Ali Khojastehpour, lottatore iraniano (n. 1931)
- Ian Saem Majnep, naturalista papuano (n. 1948)
- Valerija Makeeva, monaca cristiana e editrice russa (n. 1929)
- Paolo Mangini, editore italiano (n. 1932)
- Andrew McAuley, alpinista e canoista australiano (n. 1968)
- Hassan Moawad, cestista egiziano
- Arnaldo Morano, liutaio italiano (n. 1911)
- Radi Nedelčev, pittore bulgaro (n. 1938)
- Alexandru Popescu, cestista e allenatore di pallacanestro rumeno (n. 1917)
- Cornel Porumb, altista rumeno (n. 1939)
- Renzo Raggiunti, filosofo italiano (n. 1916)
- Amedeo Rega, calciatore italiano (n. 1920)
- Gianni Restucci, cantante italiano (n. 1944)
- Carlos Rojas y Rojas, allenatore di pallacanestro peruviano
- Antonio Rotondò, storico italiano (n. 1929)
- Adriano Sicbaldi, pittore italiano (n. 1911)
- Hans Siegenthaler, calciatore svizzero (n. 1923)
- Alberto Soresina, compositore e musicologo italiano (n. 1911)
- Shane Stevens, scrittore statunitense (n. 1941)
- Alessandro Tognoloni, militare italiano (n. 1921)
- Bill Vanders, attore tedesco (n. 1925)
- Gianni Vernuccio, regista, montatore e produttore cinematografico italiano (n. 1918)
- Eddy Verswijvel, allenatore di pallacanestro belga
- Aleksej Konstantinovič Zaguljaev, entomologo russo (n. 1924)
- Siri Çarçani, partigiano, avvocato e politico albanese (n. 1920)